# Subterranean Jungle
Subterranean Jungle är ett musikalbum av rockbandet The Ramones, utgivet 1983. Trummisen Marky Ramone sparkades ur bandet under produktionen av skivan, han ersattes till nästa album av Richie Ramone. Albumet inleder ovanligt nog med två coverlåtar.

## Låtlista
Sida ett
1. "Little Bit O' Soul" (Carter, Lewis) - 2:43
2. "I Need Your Love" (Bobby Dee Waxman) - 3:03
3. "Outsider" (Dee Dee Ramone) - 2:10
4. "What'd Ya Do?" (Joey Ramone) - 2:24
5. "Highest Trails Above" (Dee Dee Ramone) - 2:09
6. "Somebody Like Me" (Dee Dee Ramone) - 2:34

Sida två
1. "Psycho Therapy" (Dee Dee Ramone, Johnny Ramone) - 2:35
2. "Time Has Come Today" (Joseph Chambers, Willie Chambers) - 4:25
3. "My-My Kind of a Girl" (Joey Ramone) - 3:31
4. "In the Park" (Dee Dee Ramone) - 2:34
5. "Time Bomb" (Dee Dee Ramone) - 2:09
6. "Everytime I Eat Vegetables It Makes Me Think of You" (Joey Ramone) - 3:04

## Medverkande
- Dee Dee Ramone - bas
- Joey Ramone - sång
- Johnny Ramone - gitarr
- Marky Ramone - trummor
- Walter Lure - gitarr
- Billy Rogers - trummor på "Time Has Come Today"